# 狄利克雷η函数

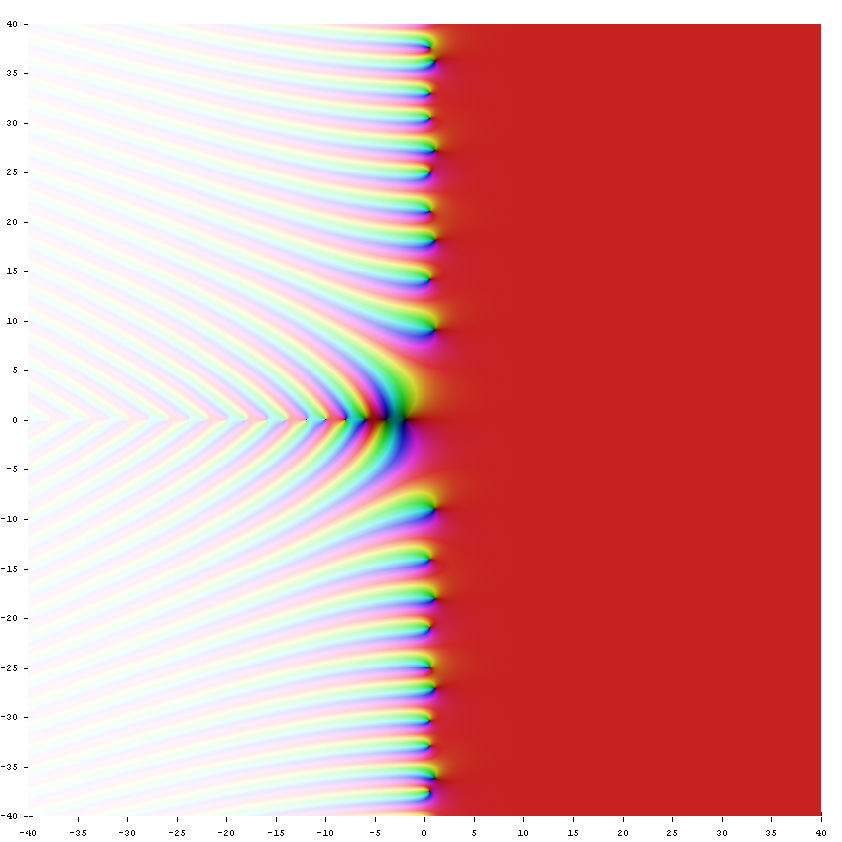
复平面上的狄利克雷η函数 。用颜色来编码点 的值 ，强烈的色彩表示接近零的值，色度值表示值的辐角。

在数学的解析数论领域，狄利克雷η函数定义为：
{\displaystyle \eta (s)=\left(1-2^{1-s}\right)\zeta (s)}
其中 ζ 是黎曼ζ函數。但η函数也用常来定义黎曼ζ函數。
对实部为正数的复数s，也可定义为狄利克雷级数表达式形式:
{\displaystyle \eta (s)=\sum _{n=1}^{\infty }{(-1)^{n-1} \over n^{s}}.}
表达式仅当实部为正数时收敛。对任意复数，该表达式是一个阿贝尔和，可定义为一个整函数，并由此可知ζ函數是一个极点在s = 1的单极点亚纯函数。
等价定义为：
{\displaystyle \eta (s)={\frac {1}{\Gamma (s)}}\int _{0}^{\infty }{\frac {x^{s}}{\exp(x)+1}}{\frac {dx}{x}}}
定义在复平面上实部为正的区域，该定义形式是一个Mellin变换。
G·H·哈代给出一个函数方程的简单证明：
{\displaystyle \eta (-s)=2\pi ^{-s-1}s\sin \left({\pi s \over 2}\right)\Gamma (s)\eta (s+1).}
因此能将其扩展到整个复数域。

## 数值算法
大多数交错级数的串行加速技术都可应用在η函数的求值上。一个特别简单，合理的方法是应用交错序列的欧拉变换，得到：
{\displaystyle \eta (s)=\sum _{n=0}^{\infty }{\frac {1}{2^{n+1}}}\sum _{k=0}^{n}(-1)^{k}{n \choose k}{\frac {1}{(k+1)^{s}}}.}
注意第二个求和里面是前向差分。

### Borwein方法
彼得·波温（Peter Borwein）使用包含切比雪夫多项式的近似值用来得到η函数的高效求值方法。
如果：
{\displaystyle d_{k}=n\sum _{i=0}^{k}{\frac {(n+i-1)!4^{i}}{(n-i)!(2i)!}}}
则：
{\displaystyle \eta (s)=-{\frac {1}{d_{n}}}\sum _{k=0}^{n-1}{\frac {(-1)^{k}(d_{k}-d_{n})}{(k+1)^{s}}}+\gamma _{n}(s),}
当{\displaystyle \Re (s)\geq {\frac {1}{2}}}时，误差项 γn范围： 
{\displaystyle |\gamma _{n}(s)|\leq {\frac {3}{(3+{\sqrt {8}})^{n}}}(1+2|\Im (s)|)\exp({\frac {\pi }{2}}|\Im (s)|).}
误差分布中的系数{\displaystyle 3+{\sqrt {8}}\approx 5.8}显示Borwein级数随着n的增加而很快集中于一点。

## 特殊值
- η(0) = 1⁄2, 格兰迪级数（ 1 − 1 + 1 − 1 + · · ·）的阿贝尔和。
- η(−1) = 1⁄4, 1-2+3-4+…的阿贝尔和。
- 对于大于1的整数k ，如果Bk是第k个伯努利数，那么
{\displaystyle \eta (1-k)={\frac {2^{k}-1}{k}}B_{k}.}

同样的:
{\displaystyle \!\ \eta (1)=\ln 2}, 这是交错调和级数
{\displaystyle \eta (2)={\pi ^{2} \over 12}}
{\displaystyle \eta (4)={{7\pi ^{4}} \over 720}}
{\displaystyle \eta (6)={{31\pi ^{6}} \over 30240}}
{\displaystyle \eta (8)={{127\pi ^{8}} \over 1209600}}
{\displaystyle \eta (10)={{511\pi ^{10}} \over 6842880}}
{\displaystyle \eta (12)={{1414477\pi ^{12}} \over {1307674368000}}}
自变量为正偶数的函数生成式为：
{\displaystyle \eta (2n)=(-1)^{n+1}{{B_{2n}\pi ^{2n}(2^{2n-1}-1)} \over {(2n)!}}.}